# Michel Hidalgo
Michel François Hidalgo (Leffrinckoucke, 22 de marzo de 1933-Marsella, 26 de marzo de 2020) fue un futbolista francés y entrenador de la selección francesa de fútbol.

## Biografía
Hidalgo creció en Normandía, donde comenzó a jugar al fútbol. Fue campeón de la Normandie Juniors en 1952 con US Normande, antes de fichar por dos temporadas por el club de la Primera división francesa, Le Havre.
Más tarde fichó, en 1954 fichó por el Stade de Reims, equipo con el que, además de ganar la liga en 1955, disputó y anotó un gol en la Copa de Europa de 1956 contra el Real Madrid.
Fichó por el AS Monaco en 1957. Equipo en el que permaneció hasta su retirada como futbolista en 1966. Con el equipo monegasco ganó dos títulos de la Ligue 1 y dos títulos de la Copa nacional.
Entre 1964 y 1970, presidió la UNFP, el sindicato francés de jugadores.
Antes del mundial de 1978 sufrió un intento de secuestro que logró evitar, un auto se le interpuso en. su camino y un hombre armado le indicó que lo acompañara, y un segundo hombre se acercó adonde estaba su esposa, pero Hidalgo logró desarmar a su agresor y el grupo conformado por cuatro personas se alejó corriendo.
El 27 de marzo de 1976, fue nombrado entrenador del equipo nacional, en sustitución de Ştefan Kovács, durante un momento en el que Francia estaba teniendo dificultades en los grandes torneos. A su lado, Michel Platini, quien ayudó en parte a volver a la senda del triunfo al combinado francés. 
El 25 de mayo de 1978 camino a tomar el avión rumbo a Buenos Aires para disputar la Copa Mundial de Futbol 1978 sufrió un intento de secuestro. Fue sorprendido en la ruta por un vehículo que lo obligó a bajarse y entrarse en un bosque donde pudo desarmar al secuestrador que huyó junto con sus cómplices que se habían quedado en el auto junto con la esposa del entrenador. La acción fue reivindicada por un grupo antifascista que declararía al diario Le Matin haber sido autores del intento de secuestro con el fin de llamar la atención sobre la situación de los presos políticos en Argentina. Esta acción se vio acompañada de otras acciones llevadas a cabo por el Comité Organizador del Boicot a Argentina (COBA) que realizaron manifestaciones en varias ciudades francesas.
En el Mundial de España de 1982 llegó a las semifinales, donde perdió ante el equipo alemán en los penaltis. Dos años más tarde, en 1984 ganó la Eurocopa al vencer a España en la final.
Después de su victoria, pasó las riendas a Henri Michel y consiguió un trabajo como el director Técnico, donde permaneció hasta 1986, antes de ser elegido para un puesto directivo en el Olympique de Marseille, donde permaneció cinco años.
Se apartó de los banquillos en 1991, participando tanto como copiloto de Thierry Delli-Zotti con Mitsubishi en el Rally Dakar de 1991, finalizando en el puesto 21,   como ambién asumiendo un papel como comentarista de fútbol en "Demain, c'est m", un programa de Télé Monte-Carlo.
Falleció a los ochenta y siete años en Marsella el 26 de marzo de 2020.

## Clubes

### Como jugador
| Club           | País    | Año       | Pj (goles) |
| -------------- | ------- | --------- | ---------- |
| Le Havre       | Francia | 1952-1954 | 51 (14)    |
| Stade de Reims | Francia | 1954-1957 | 78 (29)    |
| AS Monaco      | Francia | 1957-1966 | 330 (31)   |

### Como entrenador
| Club                      | País    | Año       |
| ------------------------- | ------- | --------- |
| Selección francesa        | Francia | 1976-1984 |
| Director Técnico Nacional | Francia | 1984-1986 |
| Olympique de Marseille    | Francia | 1986-1991 |

## Palmarés

### Como jugador
Stade de Reims
- Ligue 1: 1955

AS Monaco
- Ligue 1: 1961, 1963
- Copa de Francia: 1960, 1963

### Como entrenador
- Campeón Eurocopa 1984 con la Selección de fútbol de Francia

| Predecesor: Ştefan Kovács     | Entrenador de la Selección de fútbol de Francia 1976-1984 | Sucesor: Henri Michel       |
| Predecesor: Jupp Derwall 1980 | Entrenador ganador de la Eurocopa 1984                    | Sucesor: Rinus Michels 1988 |

## Resultados en el Automovilismo

### Rally Dakar (Copiloto)
| Año  | Piloto              | Categoría | Vehículo   | Posición | Etapas ganadas |
| ---- | ------------------- | --------- | ---------- | -------- | -------------- |
| 1991 | Thierry Delli-Zotti | Coches    | Mitsubishi | 21.º     | -              |